# Oliver Sykes
Oliver Scott Sykes, más conocido como Oli Sykes (Ashford, Kent, Inglaterra, 20 de noviembre de 1986), es un vocalista, músico y compositor británico-australiano. Es el líder y vocalista de Bring Me The Horizon, además del fundador de la línea de ropa llamada Drop Dead Clothing.

## Biografía
Oliver Scott "Oli" Sykes nació el 20 de noviembre de 1986. Sus padres son Ian y Carol Sykes. Con cinco años, se trasladó a Australia con su familia, y estuvo viviendo entre Adelaida y Perth durante tres años. A los 8 años regresó a Stocksbridge (Sheffield, South Yorkshire, Reino Unido). Fue al instituto local, al que también iban los miembros de Arctic Monkeys.
Ha dicho que le gustaban las asignaturas de inglés y arte en la escuela secundaria, pero que no estaba nada interesado en ciencia o matemáticas. Mientras estaba en la escuela, en 2003, empezó a diseñar compilaciones de CD y pistas cortas bajo el nombre de Quakebeat. También tocó en otras bandas, entre ellas Womb 2 Da Tomb, de hip hop, con su compañero de Bring Me The Horizon, Matt Nicholls, y con su hermano, Tom Sykes; y en Purple Curto, banda de death metal técnico de la que fue baterista y vocalista con Süssmayer Neil Whiteley bajo el seudónimo de "Olisaurus", que más tarde usaría para lanzar canciones en solitario. 

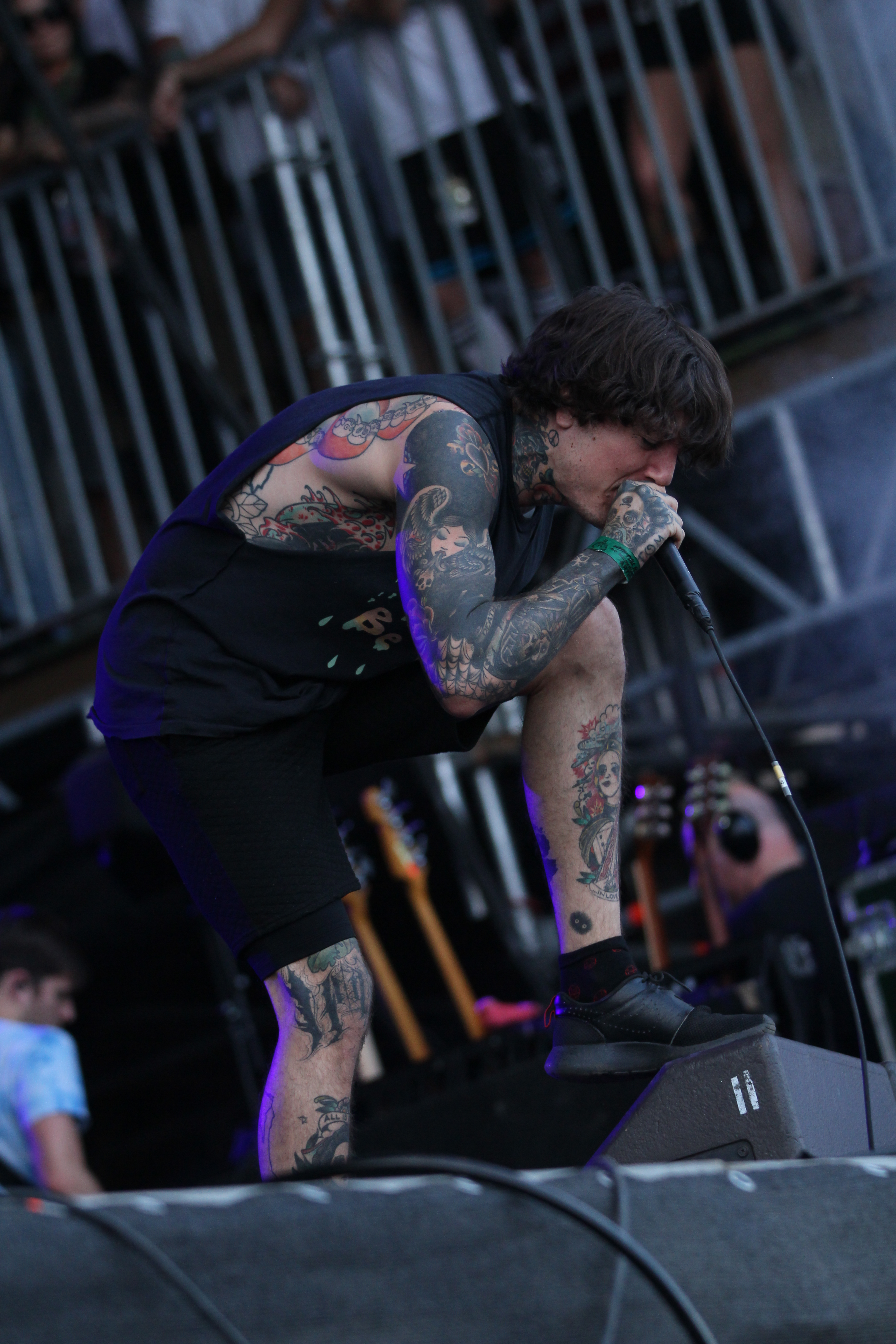
Oliver Sykes en vivo con Bring Me the Horizon, 2014.

En el documental de Bring Me The Horizon de la BBC Radio 1, contó que su primera experiencia en el escenario fue cuando vio a una de sus bandas favoritas, Funeral For A Friend, en un concierto de Leeds. Se ofreció voluntario para cantar una canción entera en el escenario y dijo que lloró al final y que fue el mejor día de su vida. Meses más tarde, ya en 2004, formó el grupo Bring Me The Horizon.

## Línea de ropa
Es el fundador y propietario de Drop Dead, línea de ropa alternativa. En noviembre de 2013 se anunció que su marca colaboraría con Sega, el popular desarrollador de videojuegos, para crear "The Drop Dead Collection Mega Drive", que se distribuiría por Drop Dead y que tendría ropa diseñada con obras de arte en Ecco the Dolphin, Golden Axe y Streets of Rage. Las prendas de edición limitada se dieron a conocer el 10 de diciembre de 2013.

## Vida personal
Desde los doce años sufre de terrores nocturnos en los que una vieja mujer acude a él en sus sueños y lo ataca, por lo que fue medicado cierto tiempo.
Se convirtió en vegetariano en 2003 después de ver un documental online sobre la crueldad con los animales. Al ver el documental de la página web de Peta, dijo: «Cuando vi cómo se tortura a los animales en las granjas, no podía justificar ser parte de la crueldad». Más tarde, Sykes se convirtió en uno de los rostros de PETA e incluso diseñó camisetas con el lema "La carne da asco" mediante su línea de ropa Drop Dead. Finalmente, se volvió vegano después de leer un libro a mediados de 2013.
Durante el Festival de Leeds en 2013, Sykes contó su historia personal de abuso y adicción a las drogas. Hablando con el público, dijo: "Recibimos muchas cartas de ustedes, lo que es impresionante. Un montón de gente ha dicho que les hemos salvado la vida. No sé mucho de eso, pero quiero que sepan que me salvaron la vida. Hace un par de años era un drogadicto sin valor y casi me muero. Si no fuera por ustedes, estaría muerto, así que les doy las gracias de corazón".
Sykes es ateo: "No creo en Dios. Me pidieron que creyera en él cuando me encontraba mal. No podía entender por qué necesitaba un dios o, en mi opinión, algo que no existe".
El 12 de julio de 2015, se casó con Hannah Snowdon, modelo y tatuadora, en una ceremonia privada. Se divorciaron el 28 de mayo de 2016.

El 22 de julio de 2017, se casó con la modelo brasileña Alissa Salls.

En marzo de 2021, publicó una foto en Instagram confirmando que se quedó en Brasil con su esposa durante toda la pandemia y compró una casa en la ciudad de Taubaté, interior del estado de 
São Paulo, donde vivía con ella.
En 2021 obtuvo la nacionalidad brasileña.

## Controversias

### Incidente de Nottingham
Mientras estaba de gira en el Reino Unido en 2007, hubo denuncias contra él acusándolo de haber orinado sobre una fan después de un concierto en Nottingham Rock City. Posteriormente se hizo una acusación formal, pero se retiraron los cargos en su contra por falta de pruebas. Visible Noise, la actual discográfica del grupo en ese momento, dijo que Bring Me the Horizon tenía prohibido volver a tocar en Nottingham Rock City, pero resultó no ser cierto cuando la banda volvió a tocar en Nottingham Rock City el 1 de diciembre de 2007.

### Vídeos con Architects
Durante una gira de 2008, Bring Me the Horizon y Architects hicieron un vídeo fingiendo una pelea entre Sykes y Sam Carter y otro de una ambulancia donde Oliver Sykes parecía estar dentro, aunque no aparecía en el vídeo. Los vídeos se subieron a YouTube e indignaron a muchos fans de Bring Me the Horizon, que enviaron correos a Carter. Más tarde, se reveló que las dos bandas habían planeado el vídeo, y que en realidad son buenos amigos y que solo lo habían hecho por divertirse. Oliver lo explicó en una entrevista con Kerrang!: "Los eventos que duran todo el día pueden volverse aburridos enseguida, así que hicimos lo más idiota que se nos ocurrió y de la forma más increíble posible".

### Primer matrimonio
El matrimonio entre Oliver y Hannah se rompió después de que él descubriera que su mujer se acostaba con el tatuador que la llevaba tatuando varios meses. Oliver publicó una foto en la cuenta de Instagram de Hannah con una foto del tatuador y un texto aludiendo a lo ocurrido, aunque el post se borró al momento. A raíz de la controversia, los fans empezaron a increpar a Hannah, que respondió con unas publicaciones en las que contaba llorando que Oliver había ido a varios shows de estriptis durante su matrimonio y que la había humillado y escupido en alguna ocasión.

## Discografía

### Álbumes de estudio con Bring Me the Horizon
- 2003: The Bedroom Sessions (demo)
- 2004: This Is What The Edge Of Your Seat Was Made For
- 2006: Count Your Blessings
- 2008: Suicide Season
- 2009: Suicide Season: Cut Up! (remixes)
- 2010: There Is a Hell, Believe Me I've Seen It. There Is a Heaven, Let's Keep It a Secret
- 2012: The Chill Out Sessions (EP remixes)
- 2013: Sempiternal
- 2015: That's the Spirit
- 2019: Amo
- 2019: Music to Listen To... (EP)
- 2020: Post Human: Survival Horror
- 2024: Post Human: Nex Gen

#### Participaciones en singles
| Año  | Canción                               | Álbum                                            | Artista           |
| ---- | ------------------------------------- | ------------------------------------------------ | ----------------- |
| 2009 | "Dawn of the New Age"                 | Stories Are Told                                 | Admiral's Arms    |
| 2010 | "If You Don't Know, Now You Know"     | This One's for You                               | Deez Nuts         |
| 2011 | "Bite My Tongue"                      | Sinners Never Sleep                              | You Me at Six     |
| 2012 | "Even If You Win, You're Still a Rat" | Daybreaker                                       | Architects        |
| 2017 | "Silence Speaks"                      | You Are We                                       | While She Sleeps  |
| 2017 | "Silence Speaks (ft. Oli Sykes) Live" | "You Are We (Special Edition)"                   | While She Sleeps  |
| 2021 | "No More Friends"                     | Episodes: Season 1                               | Olivia O'Brien    |
| 2021 | "Obliterate"                          | Where the Body Goes                              | Lotus Eater       |
| 2021 | "Salt"                                | Salt                                             | Daine             |
| 2021 | "Bite My Tongue (Live at The O2)"     | Sinners Never Sleep 10th anniversary             | You Me At Six     |
| 2021 | "Knife Party"                         | Party At The Cemetery                            | POORSTACY         |
| 2021 | "Dummy"                               | HELLRAISERS Part2                                | Cheat Codes       |
| 2021 | "VAMPIR"                              | VAMPIR (feat. Oli Sykes of Bring Me The Horizon) | IC3PEAK           |
| 2021 | "Let's Get The Party Started"         | The Atlas Underground Fire                       | Tom Morello       |
| 2022 | "Bad Habits"                          | Single                                           | Ed Sheeran        |
| 2022 | "Maybe"                               | mainstream sellout                               | Machine Gun Kelly |
| 2022 | "Fallout"                             | Single                                           | Masked Wolf       |
| 2023 | "Happier"                             | Single                                           | Yungblud          |

#### Vídeos musicales
| Año  | Canción                               | Artista           | Director                   | Tipo              | Link              |
| ---- | ------------------------------------- | ----------------- | -------------------------- | ----------------- | ----------------- |
| 2011 | "All I Want"                          | A Day to Remember | Drew Russ                  | Actuación         | Video en YouTube. |
| 2011 | "Bite My Tongue"                      | You Me at Six     | Tim Mattia                 | Actuación         | Video en YouTube. |
| 2017 | "Silence Speaks"                      | While She Sleeps  | Tom Welsh y Taylor Fawcett | Actuación         | Video en YouTube. |
| 2017 | "Silence Speaks (ft. Oli Sykes) Live" | While She Sleeps  | While She Sleeps           | Video en YouTube. |                   |
| 2021 | "No More Friends"                     | Olivia O’Brien    | Amber Park                 | Video en YouTube. |                   |
| 2021 | "SALT"                                | daine             | Hiball                     | Video en YouTube. |                   |
| 2021 | "Bite My Tongue (Live at The O2)"     | You Me at Six     | Thomas Coe-Brooker         | Video en YouTube. |                   |